# Jeník z Mečkova
Jeník z Mečkova († 1437?) byl původně táborský (později sirotčí) husitský hejtman.

## Život
Jeník byl synem Viléma z Předslavi a pocházel z vladyckého rodu usedlého na Klatovsku. Roku 1411 prodal své majetky v Mečkově, Nedanicích a Čihově a poté se zprávy o něm na několik let zcela ztrácí. Znovu se objevil až roku 1420 jako hejtman (nebo spoluhejtman Chvala z Machovic) v Prachaticích. Později se přesunul do východních Čech, kam se mohl dostat společně s Janem Žižkou. Od roku 1426 byl hejtmanem v Litomyšli. V témže roce se společně s dalšími východočeskými husity zúčastnil bitvy Na běhání. Rovněž lze doložit jeho účast v bitvě u Domažlic. Jeník patrně roku 1431 opustil Litomyšl, kde jej jako hejtmana nahradil Vilém Kostka z Postupic. Jeníkovým novým sídlem se posléze stal hrad Valdek. V roce 1433 uzavřel Jeník u Velešína příměří s Oldřichem z Rožmberka. Po husitských válkách Jeník uznal Zikmunda Lucemburského a ten mu a jeho synovi Vilémovi Jeníkovi z Mečkova zapsal roku 1436 Bylany. Jeník zemřel patrně roku 1437.